# ضرب علی
ضرب علی نام یکی از روستاهای شهرستان ملایر است. این روستا در نزدیکی سامن واقع شده‌است. ساکنین این روستا آن را به نام قلعه نقد علی می‌خوانند.
جمعیت این روستا در سال ۱۳۹۵ برابر با ۲۲۶ نفر (۷۷) خانوار بوده‌است.
محصولات کشاورزی این روستا را انواع غلات شامل گندم و جو تشکیل می‌دهد، همچنین باغات بادام و گردو در این روستا فراوان است. این روستا دارای مکان زیارتی بنام ضربعلی است که منسوب به امام علی است و به همین جهت ضربعلی نامیده می‌شود.  
نام قلعه نقدعلی نیز برگرفته از نام قلعه‌ای در نزدیکی روستا است که کاملاً تخریب شده‌است ولی آثاری از آن در تپه‌ای بنام کپه قران که در کنار رودخانهٔ روستا است بدست آمده‌است. این روستا که دو مسجد دارد در حال افزایش درختان خود بوده و باغات در این روستا در حال گسترش است آب این روستا غنات است و دارای 13 ملک 6 دونگ است که این روستا دارای درختان زیاد می باشد و دارای یک رودخانه به نام زونیو که از روستای حاجی خدر سر چشمه می گیرد و از روستای ضرب علی می گذرد و به باغات سامن می رسد  